# Elektron

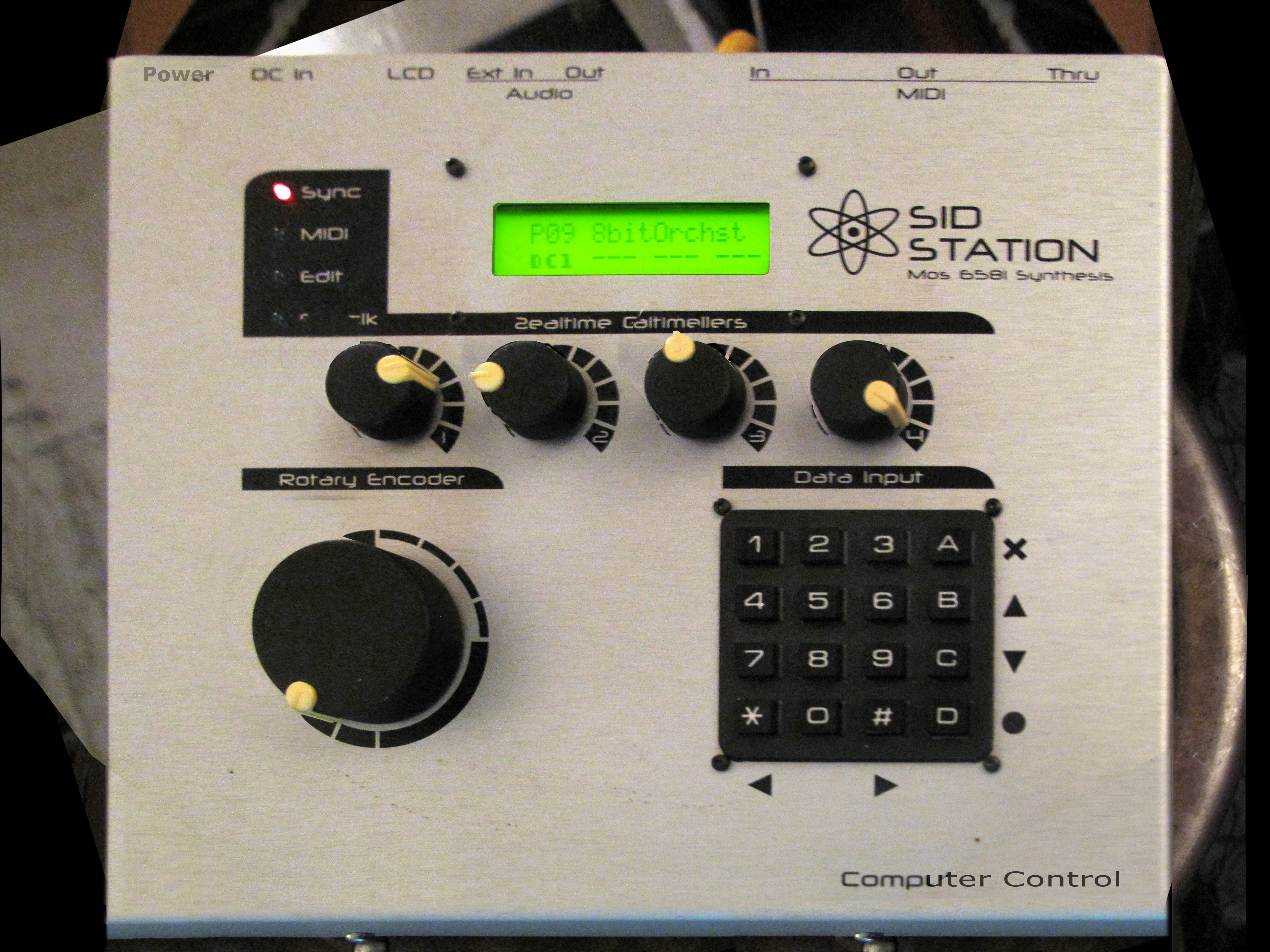
Mòdul de so sintetitzador Sidstation (1998) d'Elektron

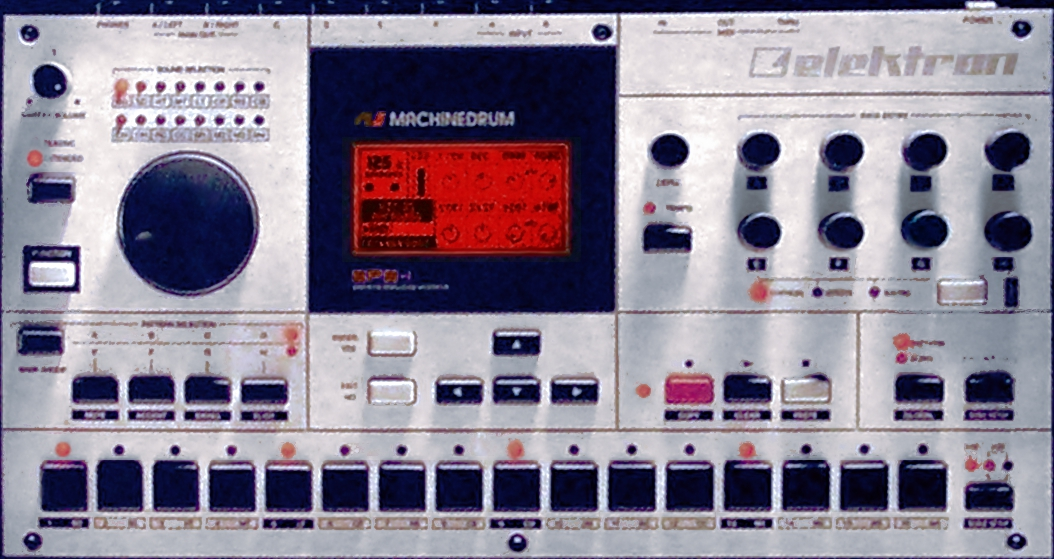
Mòdul de so caixa de ritmes Machinedrum SPS-1 (2001) d'Elektron

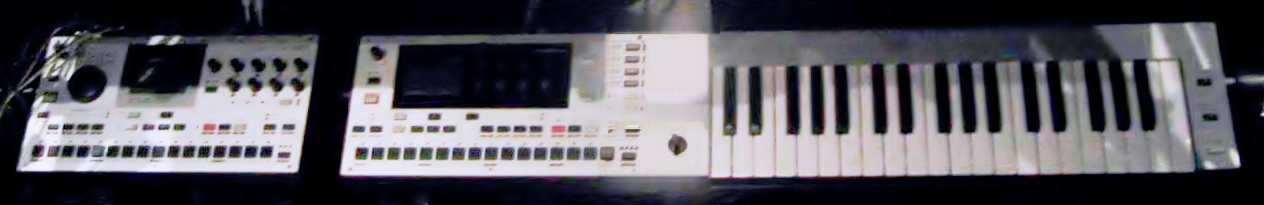
Mòdul de so caixa de ritmes Machinedrum i teclat sintetitzador Monomachine SFX6

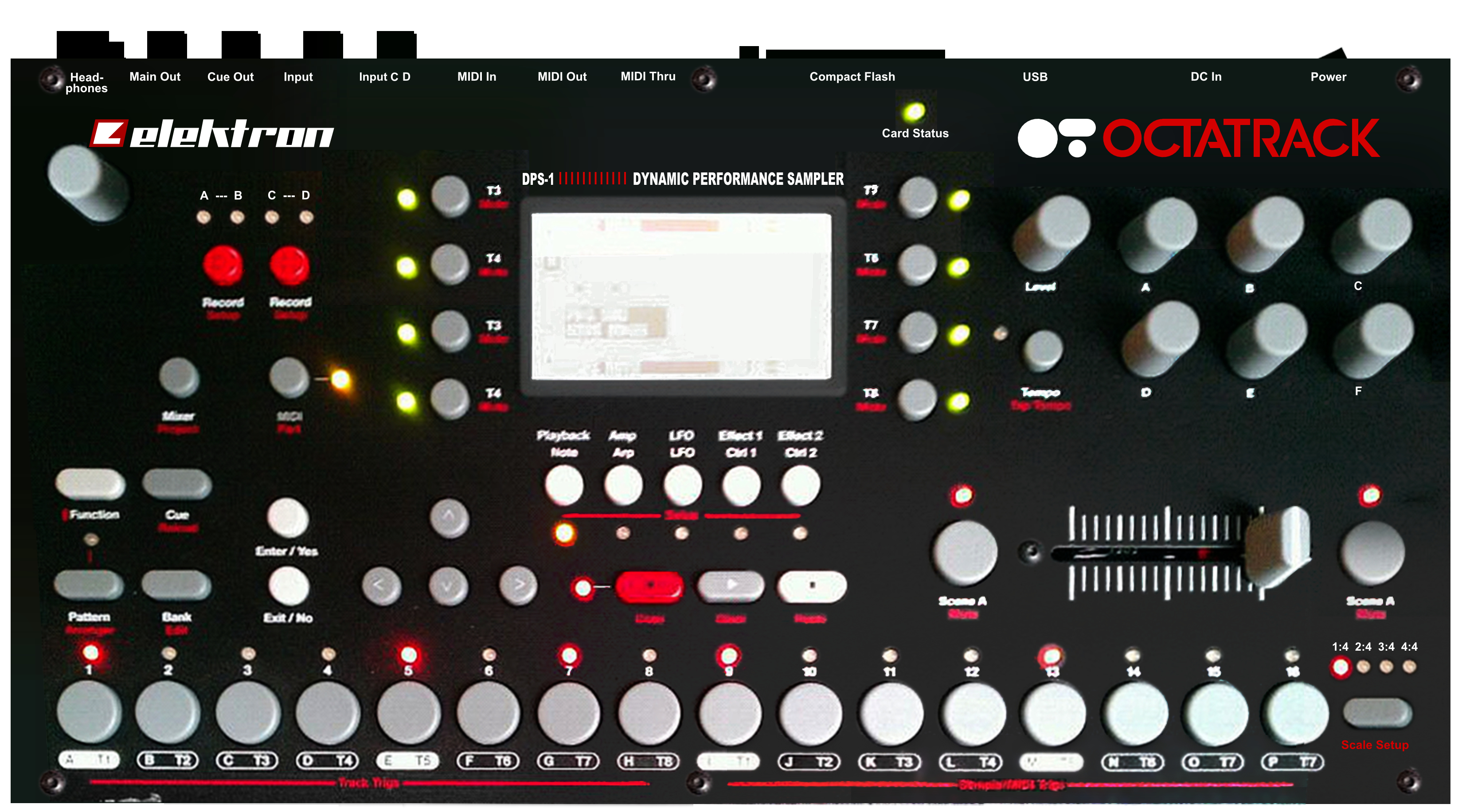
Mòdul de so sampler Octatrack (2010)

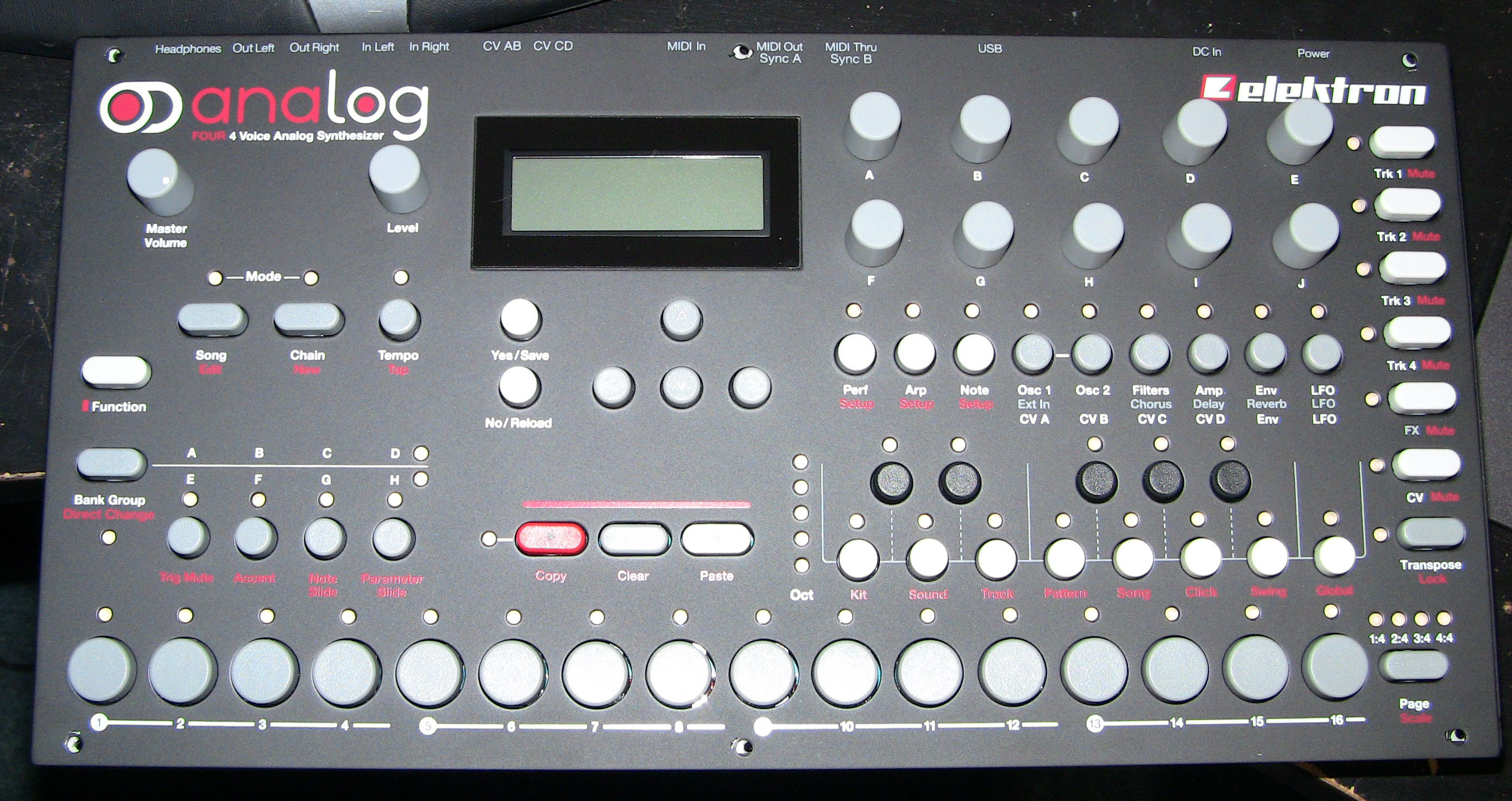
Mòdul de so sintetitzador Analog Four (2012)

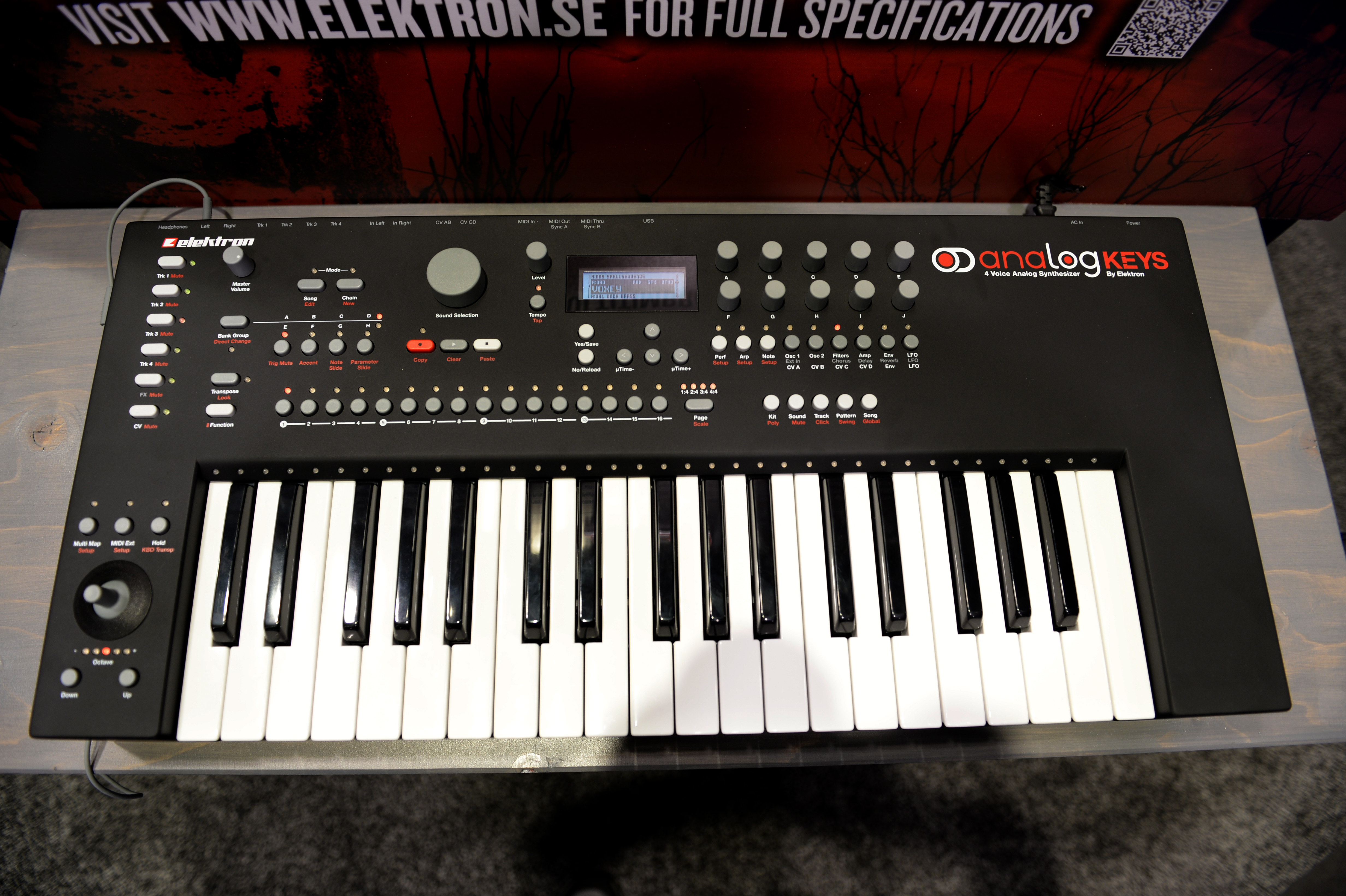
Teclat sintetitzador Analog Keys (2013) és la versió amb teclat que imita la arquitectura del mòdul de so Analog Four.

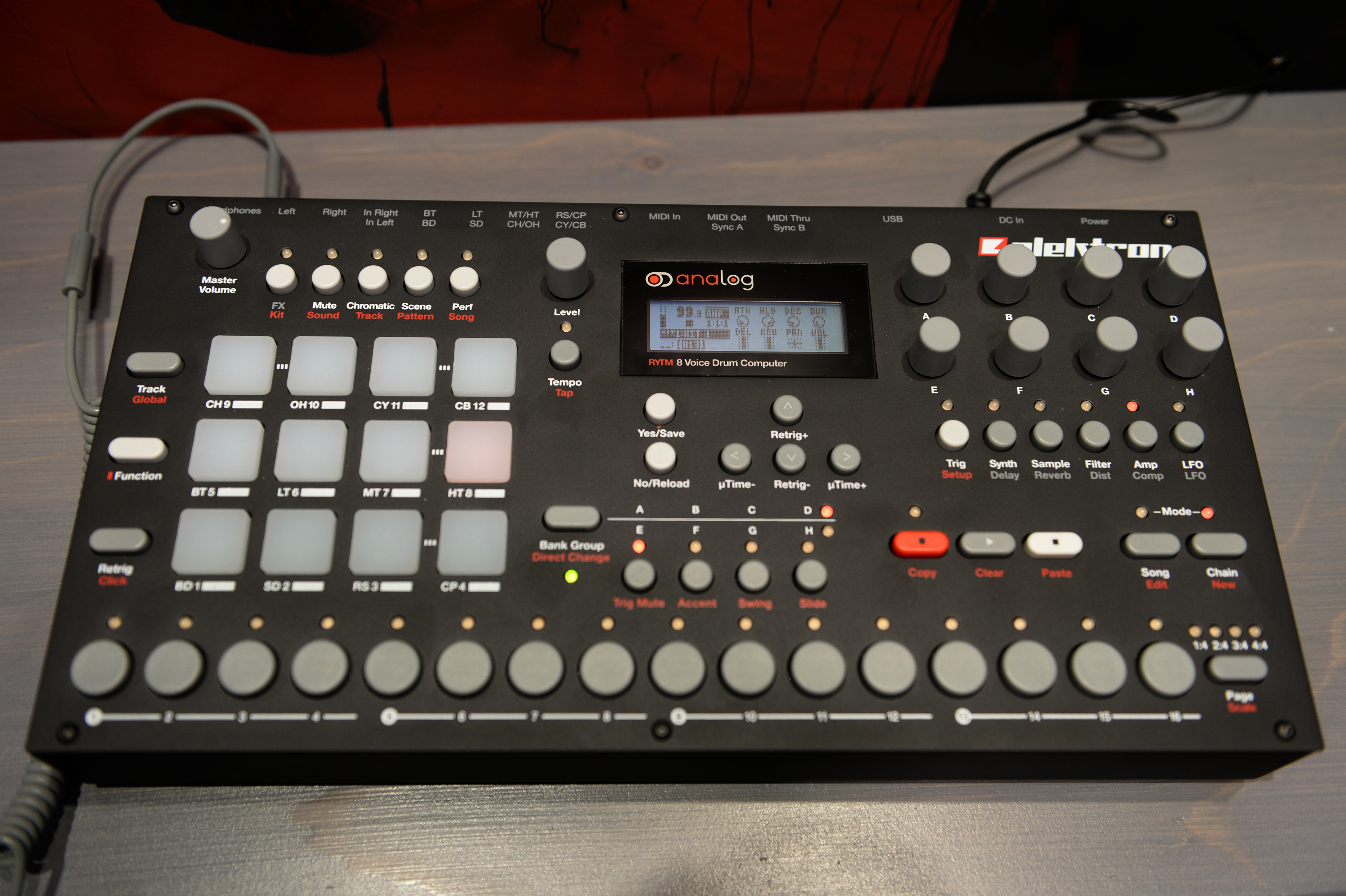
Mòdul de so caixa de ritmes i sampler Analog Rytm (2014)

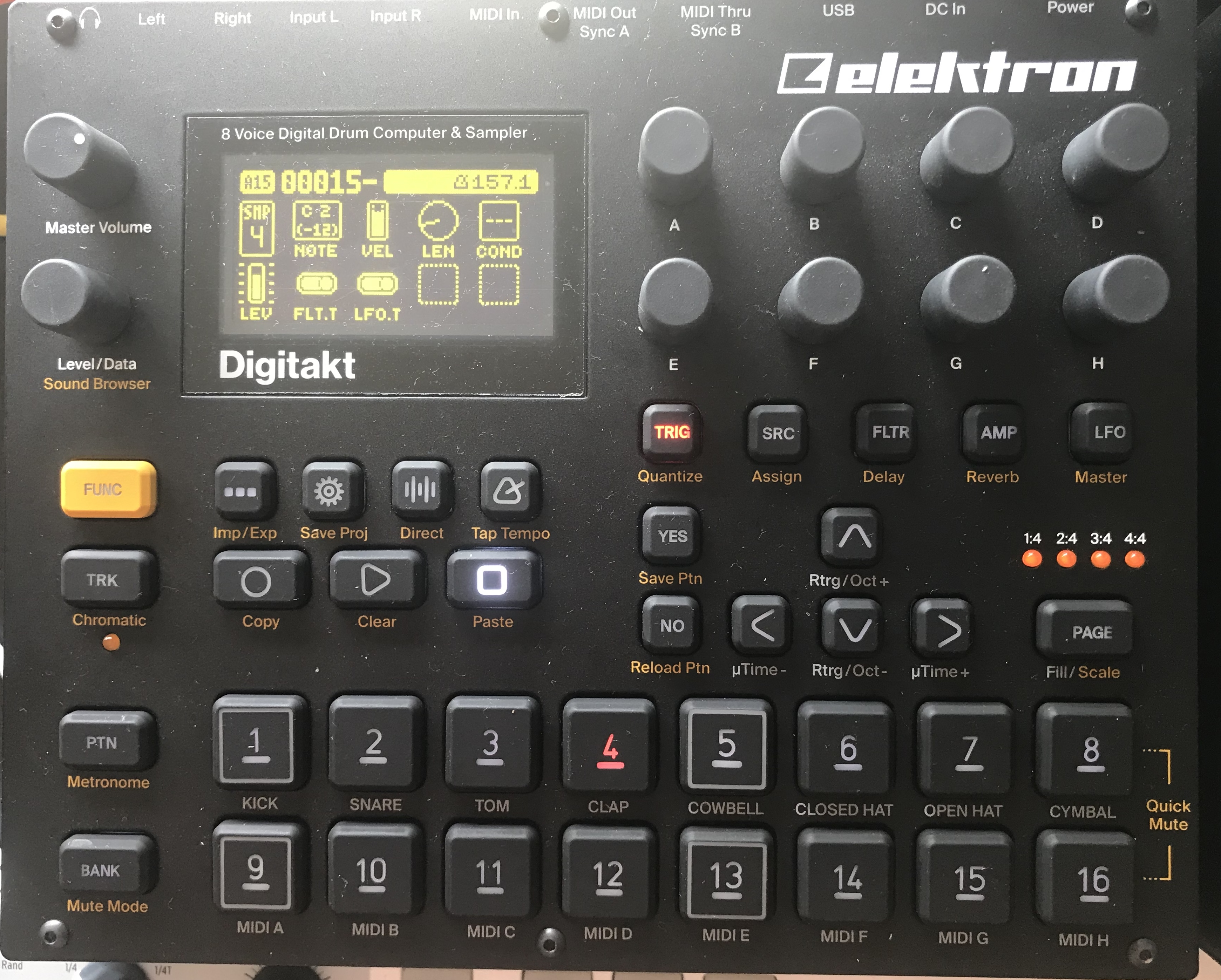
Mòdul de so caixa de ritmes digital Digitakt (2017)

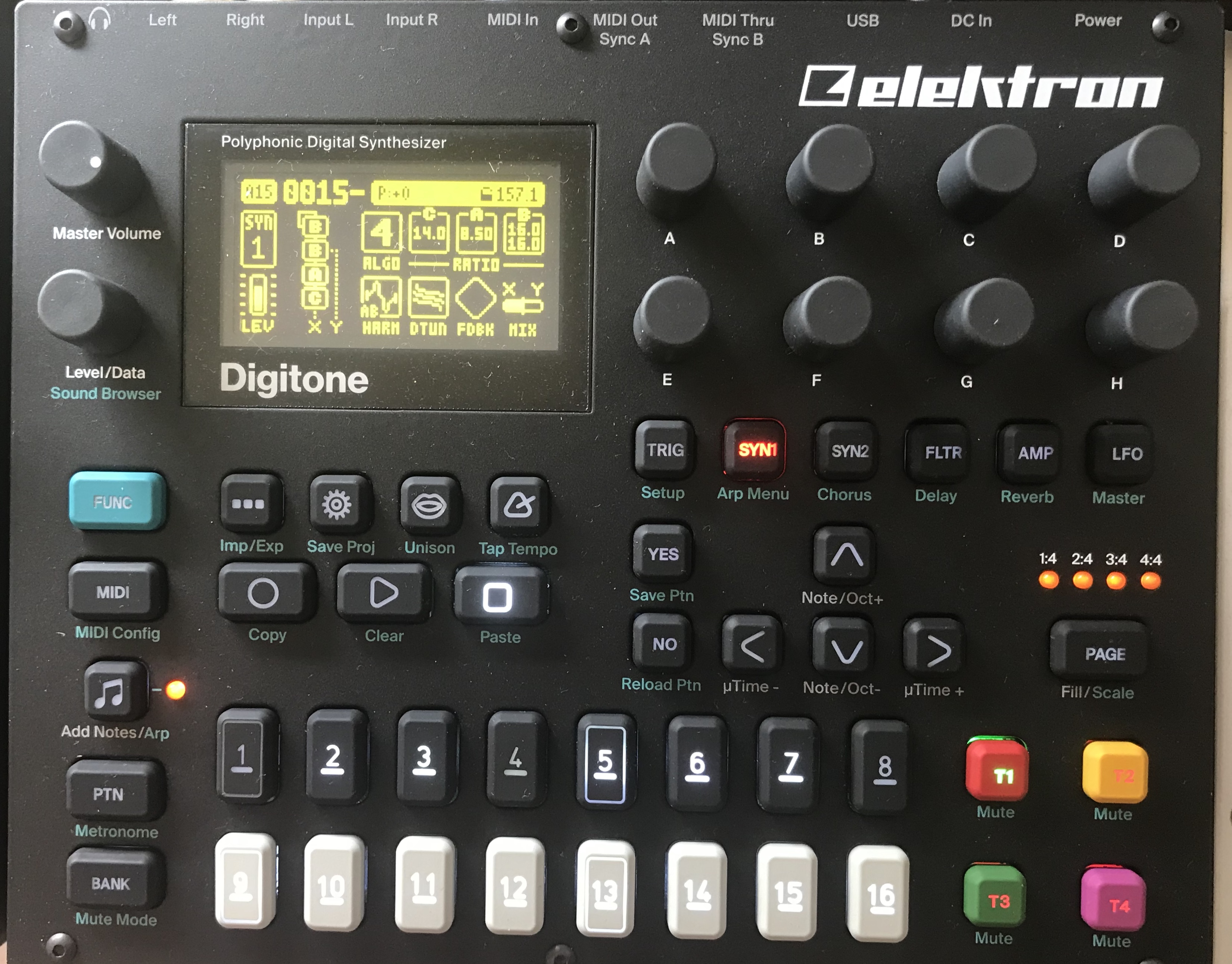
Mòdul de so sintetitzador FM digital de 8 veus Digitone (2018)

Elektron Music Machines és un fabricant d'instruments musicals electrònics, mòduls d'efectes i desenvolupador de programari musical fundat el 1998 a Göteborg, Suècia. També disposa d'oficines a Los Angeles i Tòquio, així com, d'un centre de creació i experimentació musical a Berlín.
Entre els músics que utilitzen els instruments d'Elektron n'hi ha, entre d'altres: The Chemical Brothers, Timbaland, The Knife, Depeche Mode, Autechre, Hot Chip i Dataline.

## Els inicis
Tot plegat va sorgir quan tres estudiants d'informàtica van començar a treballar en el seu primer instrument electrònic el 1997 a instàncies d'un projecte acadèmic en el programa d'informàtica de la Universitat Tecnològica de Chalmers de Göteborg. Aquell equip de tres enginyers, Daniel Hansson, Anders Gärder i Mikael Räim, van construir un sintetitzador, anomenat Sidstation, del qual se'n van fer inicialment deu unitats de prototip.
El projecte es va considerar comercialment viable, de manera que el 1998 es va fundar una empresa per nodrir-la i va néixer Elektron ESI. Després de la Sidstation, Elektron va llançar el Machinedrum i el Monomachine. Anys més tard, l'empresa canviaria de nom i passaria a anomenar-se Elektron Music Machines.

## Els instruments
- La Sidstation (1998) és el mòdul de so sintetitzador raó per la qual Elektron es va formar com a empresa. La Sidstation es basava en el llegendari xip de so MOS6581, que es trobava originalment a l'ordinador domèstic Commodore 64.

- La Machinedrum SPS-1 (2001) és un mòdul de so caixa de ritmes numèrica de 16 veus basada en cinc mètodes de síntesi de bateria originals. La Machinedrum SPS-1UW (2005), l'acrònim del qual "User Wave" literalment "Les ones de l'usuari", afegia la funció de sampler. La seva iteració Machinedrum SPS-1UW MKII (2007) va incorporar la possibilitat de fer transferències via MIDI amb una velocitat fins a deu vegades més ràpid. La Machinedrum SPS-1UW+ MKII (2010) fou la seva iteració.
- La Monomachine SFX6 (2003) és un teclat sintetitzador digital programable de 6 veus amb formes d'ona de cicle únic. Aquest va ser el primer teclat sintetitzador d'Elektron; se'n va produir una edició limitada de 500 unitats. L'any següent en va sortir la Monomachine SFX60 (2004) modul de so, és a dir, sense teclat. La Monomachine SFX60 MKII (2007) i la Monomachine SFX60 MKII (2010) en van ser les seves iteracions.

- L'Octatrack (2010) és un mòdul de so sampler de 8 veus amb seqüenciador integrat i vuit pistes de control MIDI. Les mostres sonores samplejades poden ser esteses, invertides, tallades, remodelades, reproduïdes i disparades de moltes maneres. L'Octatrack MKII (2017) en va ser la seva iteració.
- L'Analog Four (2012) és un mòdul de so sintetitzador analògic de 4 veus amb controls digitals que incorpora un seqüenciador de passos programable i efectes digitals. L'Analog Keys (2013) és la versió amb teclat de 37 tecles de la mateixa arquitectura de l'Analog Four. L'Analog Four MKII (2017) n'és la seva iteració.
- L'Analog Rytm (2014) és un mòdul de so caixa de ritmes de síntesi analògica que incorpora efectes digitals i sampler. L'Analog Rytm MKII (2017) n'és la seva iteració.
- El Digitakt (2017) és un mòdul de so caixa de ritmes digital de 8 veus i sampler.
- El Digitone (2018) és un mòdul de so sintetitzador FM digital de 8 veus. El Digitone Keys (2019) n'és la versió amb teclat de 37 tecles.
- El Model:Samples (2019) és un mòdul de so sampler de 6 veus.

| Any de llançament | Nom de l'instrument      | Instruments descatalogats | disseny i cos | seqüenciador | sintetitzador | caixa de ritmes | sampler |
| ----------------- | ------------------------ | ------------------------- | ------------- | ------------ | ------------- | --------------- | ------- |
| 1998-2006         | Sidstation               | descatalogat              | modul de so   | sí           | sí            | no              | no      |
| 2001-2006         | Machinedrum SPS-1        | descatalogat              | modul de so   | sí           | no            | sí              | no      |
| 2003-2008         | Monomachine SFX6         | descatalogat              | teclat        | sí           | sí            | no              | no      |
| 2004-2007         | Monomachine SFX60        | descatalogat              | modul de so   | sí           | sí            | no              | no      |
| 2005-2007         | Machinedrum SPS-1UW      | descatalogat              | modul de so   | sí           | no            | sí              | sí      |
| 2007-2010         | Monomachine SFX-60 MKII  | descatalogat              | modul de so   | sí           | sí            | no              | no      |
| 2007-2016         | Machinedrum SPS-1MKII    | descatalogat              | modul de so   | sí           | no            | sí              | sí      |
| 2010-2016         | Monomachine SFX-60+ MKII | descatalogat              | modul de so   | sí           | sí            | no              | no      |
| 2010-2017         | Octatrack                | descatalogat              | modul de so   | sí           | no            | sí              | sí      |
| 2013-2017         | Analog Four              | descatalogat              | modul de so   | sí           | sí            | no              | no      |
| 2013-2018         | Analog Keys              | descatalogat              | teclat        | sí           | sí            | no              | no      |
| 2014-2017         | Analog Rytm              | descatalogat              | modul de so   | sí           | sí            | sí              | sí      |
| 2017-present      | Digitakt                 | en catàleg                | modul de so   | sí           | no            | sí              | sí      |
| 2017-present      | Octatrack MKII           | en catàleg                | modul de so   | sí           | no            | sí              | sí      |
| 2017-present      | Analog Four MKII         | en catàleg                | modul de so   | sí           | sí            | no              | no      |
| 2017-present      | Analog Rytm MKII         | en catàleg                | modul de so   | sí           | sí            | sí              | sí      |
| 2018-present      | Digitone                 | en catàleg                | modul de so   | sí           | sí            | sí              | no      |
| 2019-present      | Model:Samples            | en catàleg                | modul de so   | sí           | no            | sí              | sí      |
| 2019-present      | Digitone Keys            | en catàleg                | teclat        | sí           | sí            | sí              | no      |

## Mòduls d'efectes
Elektron també ha produït mòduls d'efectes com l'Analog Heat (2016) i la seva iteració l'Analog Heat MKII (2018) o l'Analog Drive (2016)

## Programari musical
Overbridge és el programari musical desenvolupat per Elektron i va ser llançat el 2015. Aquest programari permet connectar el maquinari (Analog Keys, Analog Four, Analog Rytm, Analog Heat, Digitakt, Digitone) a un ordinador mitjançant USB i accedir-hi mitjançant un DAW.